# Summercamp Nightmare
Summercamp Nightmare è il secondo album in studio del gruppo progressive rock 3, pubblicato nel 2003.

## Tracce
1. Endless Alibi – 5:39
2. Halloween – 3:00
3. Dregs – 3:23
4. Broadway Alien – 5:28
5. Signs of Life – 4:13
6. Dive – 3:59
7. Fable – 5:13
8. Pretty Girls – 2:45
9. Bedroom in Hell – 5:43
10. Amaze Disgrace – 7:07
11. Soul Reality – 4:10
12. The Latest From Mars + Broadway Alien (Backward-played version) – 9:50

## Formazione
- Joey Eppard — voce, chitarra
- Billy Riker — chitarra
- Joe Cuchelo — basso
- Joe Stote — percussioni, tastiera
- Chris Gartmann — batteria